# Danh sách câu lạc bộ bóng đá ở Anguilla
Đây là danh sách các câu lạc bộ bóng đá ở Anguilla.đội bóng yếu nhất thế giới

## Đội bóng nam

### Tính đến năm 2006
- Anguilla U-20
- Attackers
- Full Monty
- Jam Boyz
- Kicks United
- Roaring Lions
- Spartan International

### Các đội bóng khác
- Cool Runnings FC
- Dolphins
- First Anguilla Trust
- JT Stars

## Đội bóng nữ

### Tính đến năm 2006
- Gazelles
- Lil's Super Stars
- Lil's Soldiers
- Shining Stars
- Youngsters

### Các đội bóng khác
- Manchester United

Bản mẫu:Bóng đá Anguilla